# Antoni Hardy
Antoni Wiktor Emanuel Hardy (ur. 26 stycznia 1909, zm. ?) – oficer rezerwy piechoty Wojska Polskiego II RP. Mianowany przez Prezydenta RP na uchodźstwie majorem Polskich Sił Zbrojnych, działacz emigracyjny.

## Życiorys
Urodził się 26 stycznia 1909. W Wojsku Polskim II RP został awansowany na stopień podporucznika rezerwy piechoty ze starszeństwem z 1 grudnia 1932. W 1934 był oficerem rezerwowym 24 Pułku Piechoty i był wówczas przydzielony do Powiatowej Komendy Uzupełnień Kamionka Strumiłowa.
Po zakończeniu II wojny światowej pozostał na emigracji w Wielkiej Brytanii. Zamieszkał w Coventry, gdzie pod koniec lat 40. był oficerem łącznikowym Polaków przebywających w różnych obozach na obszarze Wielkiej Brytanii. Był współzałożycielem powołanego 3 maja 1948 w Wyken Croft Camp Stowarzyszenia Polskich Kombatantów, Koło nr 3991, którego był prezesem od 1950 do 1951, a ponadto był przewodniczącym tamtejszego Komitetu Domu Kombatanta. W jego domu odbywało się nauczanie polskich dzieci (języka polskiego uczyła Janina Hardy), później był nauczycielem i dyrektorem Polskiej Szkoły Sobotniej w Coventry. W 1957 został awansowany przez władze RP na uchodźstwie na stopień kapitana piechoty. Do 21 maja 1982 w stopniu majora sprawował stanowisko delegata rządu RP na uchodźstwie w Coventry.

## Ordery i odznaczenia
- Krzyż Oficerski Orderu Odrodzenia Polski (3 maja 1977)[12]
- Złoty Krzyż Zasługi (3 maja 1961)[13]